# Comuna de Dynów
Dynów (polaco: Gmina Dynów) é uma gminy (comuna) na Polónia, na voivodia de Subcarpácia e no condado de Rzeszowski. A sede do condado é a cidade de Dynów.
De acordo com os censos de 2004, a comuna tem 7236 habitantes, com uma densidade 60,9 hab/km².

## Área
Estende-se por uma área de 118,8 km², incluindo:
- área agrícola: 64%
- área florestal: 29%

## Demografia
Dados de 30 de Junho 2004:
|                      | Total   | Total | Mulheres | Mulheres | Homens  | Homens |
| -------------------- | ------- | ----- | -------- | -------- | ------- | ------ |
|                      | pessoas | %     | pessoas  | %        | pessoas | %      |
| População            | 7236    | 100   | 3589     | 49,6     | 3647    | 50,4   |
| Densidade (pop./km²) | 60,9    | 100   | 30,2     | 30,2     | 30,7    | 30,7   |

De acordo com dados de 2002, o rendimento médio per capita ascendia a 1234,59 zł.
<table style

## Comunas vizinhas
- Bircza, Błażowa, Dubiecko, Dynów, Hyżne, Jawornik Polski, Nozdrzec